# Medalha de D. Pedro e D. Maria
A Medalha de D. Pedro e D. Maria, também designada por Medalha das Campanhas da Liberdade, foi criada por Decreto da Secretaria de Estado dos Negócios da Guerra, de 16 de Outubro de 1861, e publicada em Ordem de Exército n.º 24 desse mesmo ano, com vista a "dar um testemunho publico da [...] benevolência àqueles [sic] que com admirável perseverança, e apesar de dificuldades que pareciam invencíveis, sustentaram" (citação do decreto) a causa do Liberalismo português, durante a Guerra Civil lutada de 1826 e 1834, entre os Liberais e os Miguelistas.
A medalha, de cobre, tem 3 centímetros de diâmetro, cujo anverso é constituído pelas efígies sobrepostas de D. Maria II e D. Pedro IV, tendo na parte inferior as datas 1826-1834 em duas linhas.
O reverso tem a frase, em torno, "Campanhas da Liberdade" ou "Serviços Civis", consoante os serviços à causa liberal fossem de natureza militar ou civil. No centro do reverso tinha um dos algarismo entre 1 e 9, correspondendo ao número de anos que o agraciado serviu.
A medalha pende de fita azul ferrete, com uma pequena linha vertical branca ao centro, para as Campanhas da Liberdade ou de azul ferrete com as orlas brancas, para a sua correspondente de Serviços Civis.